# Municipio de East Nantmeal
El municipio de East Nantmeal (en inglés: East Nantmeal Township) es un municipio ubicado en el condado de Chester en el estado estadounidense de Pensilvania. En el año 2000 tenía una población de 1787 habitantes y una densidad poblacional de 42,1 personas por km².

## Geografía
El municipio de East Nantmeal se encuentra ubicado en las coordenadas 40°07′00″N 75°43′59″O / 40.11667, -75.73306.

## Demografía
Según la Oficina del Censo en 2000 los ingresos medios por hogar en la localidad eran de $72 375 y los ingresos medios por familia eran de $78 848. Los hombres tenían unos ingresos medios de $52 391 frente a los $30 125 para las mujeres. La renta per cápita de la localidad era de $32 258. Alrededor del 7,4% de la población estaba por debajo del umbral de pobreza.